# Паюмаа
Па́юмаа (ест. Pajumaa küla) — село в Естонії, у волості Ганіла повіту Ляенемаа.

## Населення
Чисельність населення на 31 грудня 2011 року становила 11 осіб.